# Монасеино
Монасеино — деревня в Лотошинском районе Московской области России.
Относится к городскому поселению Лотошино, до реформы 2006 года относилась к Монасеинскому сельскому округу. Население — 329 чел. (2010).

## География
Расположена в западной части городского поселения, примерно в 9 км к западу от районного центра — посёлка городского типа Лотошино, на левом берегу реки Руссы, впадающей в Лобь. Рядом протекает её небольшой приток — Льгоща. В деревне три улицы. Соседние населённые пункты — село Корневское, деревни Акулово, Харпай. Автобусное сообщение с райцентром.

## Исторические сведения
В «Списке населённых мест» 1862 года Монасеино — владельческая деревня 2-го стана Волоколамского уезда Московской губернии на Зубцовском тракте, при прудах, в 38 верстах от уездного города, с 64 дворами и 561 жителем (266 мужчин и 295 женщин).
До 1924 года входила в состав Марковской волости. Постановлением президиума Моссовета от 24 марта 1924 года Марковская волость была включена в состав вновь образованной Раменской волости.
По материалам Всесоюзной переписи населения 1926 года — центр Монасейнского сельсовета, в деревне проживал 821 человек (368 мужчин, 453 женщины), насчитывалось 157 хозяйств, имелась школа.
С 1929 года — населённый пункт в составе Лотошинского района Московской области.

## Население
| 1852 | 1859 | 1926 | 2002 | 2006 | 2010 |
| ---- | ---- | ---- | ---- | ---- | ---- |
| 531  | ↗561 | ↗821 | ↘272 | ↘242 | ↗329 |